# Jinki
Jinki (japanisch 神亀) ist eine japanische Ära (Nengō) von  März 724 bis September 729 nach dem gregorianischen Kalender. Der vorhergehende Äraname ist Yōrō, die nachfolgende Ära heißt Tempyō. Die Ära fällt in die Regierungszeit des Kaisers (Tennō) Shōmu.
Der erste Tag der Jinki-Ära entspricht dem 3. März 724, der letzte Tag war der 1. September 729. Die Jinki-Ära dauerte sechs Jahre oder 2900 Tage.

## Ereignisse
- 724 Die Burg Taga wird zur Verteidigung gegen die Emishi erbaut
- 727 Nagaya-Vorfall (長屋王の変 Nagaya-ō no hen)[2]